# Kardynałowie z nominacji antypapieża Wiktora IV
Antypapież Wiktor IV (1159-1164) mianował prawdopodobnie 14 nowych kardynałów. Daty ich promocji ani śmierci nie są znane, choć uwzględniając daty pierwszych wzmianek dokumentacyjnych o poszczególnych kardynałach oraz to, że zgodnie z ówczesnymi zwyczajami promocje kardynalskie dokonywane były w soboty kwartalne, w większości przypadków da się ustalić najpóźniejsze możliwe daty nominacji. W nawiasach podano okresy w jakich występują oni w dokumentach jako kardynałowie:

## Nominacje 18 grudnia 1159
1. Berard – kardynał diakon Ss. Sergio e Bacco (15 lutego 1160 – 1166)
2. Johannes, skryptor i subdiakon S.R.E. – kardynał diakon S. Maria in Aquiro (15 lutego 1160 – 2 marca 1160), następnie (od 23 września 1160?) kardynał prezbiter S. Pudenziana (19 listopada 1160 – 15 kwietnia 1172)
3. Lando Sitino – kardynał diakon S. Angelo (15 lutego 1160 – 15 kwietnia 1172), Antypapież Innocenty III (29 września 1179 – styczeń 1180), zm. ok. 1180
4. Gerardus – kardynał diakon Świętego Kościoła Rzymskiego (19 listopada 1160 – 9 czerwca 1161), następnie (od 2 czerwca 1162?) kardynał diakon S. Maria in Aquiro (13 lipca 1162 – 26 kwietnia 1173)

## Nominacja 23 grudnia 1160 (?)
1. Aicardo Cornazzano, prepozyt kapituły w Parmie – kardynał diakon Świętego Kościoła Rzymskiego (29 grudnia 1160), następnie kardynał prezbiter i biskup Parmy 1162–1167/78, zm. 1180

## Nominacja 11 marca 1161 (?)
1. Henricus – kardynał prezbiter S. Clemente (18 marca 1161 – 25 lipca 1161)

## Nominacje 10 czerwca 1161
1. Humfredus – kardynał prezbiter S. Susanna (25 lipca 1161 – 15 kwietnia 1172)
2. Gerardus, subdiakon S.R.E. – kardynał diakon S. Giorgio in Velabro (25 lipca 1161 – 18 kwietnia 1164)

## Nominacja 22 września 1162
1. Hubaldus Pratensis, biskup Ferentino (1148–1162) – kardynał biskup Tusculum (26 września 1162 – 27 października 1162)

## Nominacje w 1163 (?)
1. Johannes de Struma OSBVall, opat Strumy – kardynał biskup Albano (3 września 1163 – 26 lutego 1168), Antypapież Kalikst III (wrzesień 1168 – 29 sierpnia 1178), zm. ok. 1183
2. Lindo – kardynał biskup Sabiny (1163 – maj 1164)
3. Theodoricus – kardynał biskup Segni (1163 – 18 kwietnia 1164)
4. Albertus – kardynał prezbiter S. Crisogono (1163 – 26 kwietnia 1173)

## Nominacja 7 marca 1164 (?)
1. Lanfredus – kardynał diakon S. Maria Nuova (14 kwietnia 1164 – 6 sierpnia 1167)